# Галаксиины
Галаксиины (лат. Galaxiinae) — подсемейство лучепёрых рыб семейства галаксиевых (Galaxiidae), в состав включают 5 родов с 47 видами.

## Описание
Спинной плавник смещён к хвостовому стеблю. Жировой плавник отсутствует. Хвостовой плавник усечённый, закруглённый или выемчатый. Пилорических придатков обычно два (бывает от 0 до 6). У многих представителей рода Neochanna нет брюшных плавников. Позвонков 37—66.

## Классификация
- Брахигалаксии (Brachygalaxias Eigenmann, 1928)
- Галаксии (Galaxias Cuvier, 1816)
- Галаксиэллы  (Galaxiella McDowall, 1978)
- Неоханны (Neochanna Günther, 1867)
- Парагалаксии (Paragalaxias E. O. G. Scott, 1935)